# 维勒费里
维勒费里（法語：Villeferry，法語發音：[vilfɛʁi]）是法国科多尔省的一个市镇，位于该省中部，属于蒙巴尔区。

## 地理
维勒费里（47°27'19"N, 4°30'54"E）面积3.3 平方千米，位于法国勃艮第-弗朗什-孔泰大區科多尔省，该省份为法国中东部省份，北起奥布省，西接涅夫勒省和约讷省，南至索恩-卢瓦尔省，东南接汝拉省，东临上索恩省，东北部与上马恩省接壤。
与维勒费里接壤的市镇（或旧市镇、城区）包括：布兰、阿尔奈苏维托、当皮埃尔昂蒙塔涅、拉罗什瓦诺。

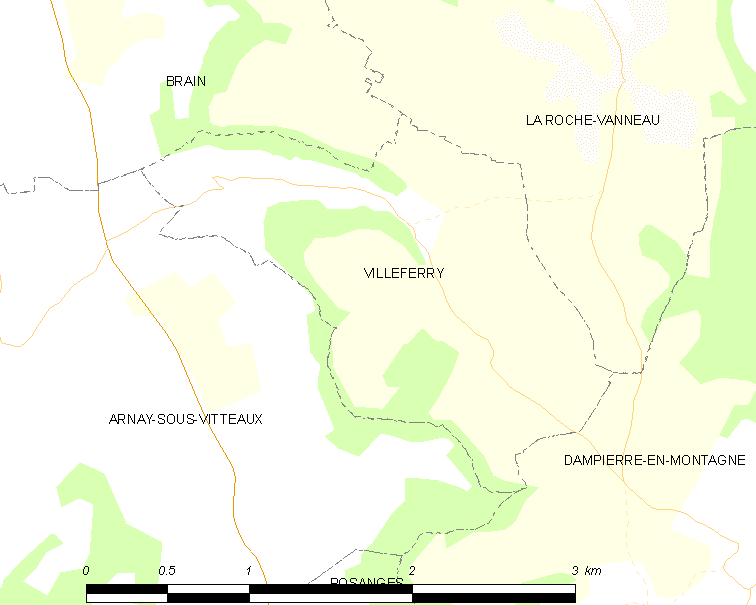
维勒费里的OSM定位图

维勒费里的时区为UTC+01:00、UTC+02:00（夏令时）。

## 行政
维勒费里的邮政编码为21350，INSEE市镇编码为21694。

## 政治
维勒费里所属的省级选区为欧苏瓦地区瑟米尔县。

## 人口

1962-2008年间维勒费里人口变化图示

维勒费里于2022年1月1日时的人口数量为23人。